# Kårvikhamn
Kårvikhamn est une localité du comté de Troms, en Norvège.

## Géographie
Administrativement, Kårvikhamn fait partie de la kommune de Lenvik.